# Gluklya
Natalya Pershina-Yakimanskaya (Leningrad, 1969), bekend onder het pseudoniem Gluklya, is een Nederlands-Russisch kunstenaar en activist. Ze woont en werkt in Amsterdam en Sint-Petersburg. Haar werk valt onder mediakunst en bestaat uit de kunstvormen performance, installatie en video. In haar werk behandelt ze maatschappelijke onderwerpen zoals politiek, machtsstructuren, onderdrukking, integratie en feminisme.

## Opleiding en invloed
Van 1986 tot haar afstuderen in 1991 studeerde Gluklya aan de Mukhina Academy of Art and Design in Leningrad (in 1994 hernoemd naar Saint Petersburg Stieglitz State Academy of Art and Design). Samen met collega Olga Egorova, bekend als Tsaplya, vormde zij vervolgens een duo en startten zij in 1995 het project Factory of Found Clothing (FFC), dat uitmondt in een collectief. Ze worden gezien als het eerste vrouwelijke kunstenaarscollectief van de post-Sovjet tijd. FFC transformeerde kleding tot kunstvorm. Volgens Garage MCA werd kleding ingezet als middel voor onderzoek naar zowel fysieke als persoonlijke en sociale relaties tussen mensen. Performance is altijd een belangrijke uitingsvorm geweest voor het collectief. In een interview met Garage MCA in Moskou gaven de kunstenaars aan dat dit mede kwam door de algemene stemming binnen het artistieke milieu in het Rusland van de eind jaren negentig. In deze periode was volgens de kunstenaars de grens tussen het leven en de kunst vervaagd en gold het credo ‘art was created by presence’. Het alledaagse leven werd één grote performance.

## Tentoonstellingen en performances
Eén van de eerste optredens van FFC vond plaats op 20 juni 1996; twee meisjes in witte kleding sprongen vanaf een brug in het Winterkanaal in Sint-Petersburg. De voorstelling met de titel In Memory of Poor Liza werd opgedragen aan iedereen die bekend is met hartzeer. De kunstenaars onderzochten de symboliek van ongelukkige liefde, het romantische idee van passie en gekte, als onderdeel van de mythe in de wereld van de vrouw. Volgens Garage gaf Gluklya in een interview met curator Viktor Misiano aan, dat het de intentie van FFC was om bestaande clichés over de zwakte van de vrouwelijke aard te weerleggen.

### Project FFC en UUU
Het gebruik van kleding, specifiek de jurk, is voor Gluklya een essentieel middel om nieuwe manieren van communicatie met groepen buiten de kunstwereld te ontwikkelen. Ze gebruikt kleding om een connectie te maken tussen kunst en het dagelijks leven. Het project FFC veranderde geleidelijk van vorm naar een directe interactie met de kijker. De performance kreeg een maatschappelijk karakter waarvan de kunstenaars beoogden dat die een helende werking op de samenleving zou krijgen. Dit concept werd door de kunstenaars vastgelegd in het Manifesto of Factory of Found Clothes uit 2002:
‘The place of the artist is on the side of the weak. Weakness makes a person human, and it is by overcoming weakness that heroes are born. [...]’
Gluklya zegt hierover: ‘Dit manifest laat de belangrijke transformatie zien van het besef van de kunstenaar, in relatie tot de veranderende sociale en politieke context in het Rusland onder Putin.’. FFC houdt in 2014 nog één laatste performance genaamd Final Cut. In 2012 start de kunstenares de Utopian Unemployment Union (UUU). Dit project omvatte en verbond kunst, sociale wetenschap en vooruitstrevende leermethoden. Hiermee beoogde Gluklya mensen met allerlei sociale achtergronden de mogelijkheid te geven om samen kunst te maken, met behulp van artistieke inzichten in de fijngevoeligheid/broosheid van de mens. In 2017 huurde Gluklya een studio in de voormalige Bijlmerbajes (gevangenis) in Amsterdam. Van hieruit ontwikkelde zij een project waarin ze onderzoek deed naar de integratie van nieuwkomers die in de voormalige gevangenis werden gehuisvest. Het project kwam op 28 oktober 2017 tot uiting in de geregisseerde demonstratie Carnival of Oppressed Feelings. Ook hiervoor schreef zij een manifest. In 2018 werd het door Charles Esche en Diana Franssen gecureerd voor de expositie Positions-4 in het Van Abbemuseum. De kern van het werk is het visueel maken van het conflict tussen subjectieve werelden en sociale structuren.

### Chto Delat?
Vanaf 2003 is Gluklya ook actief lid van de groep Chto Delat? (Wat dient er te gebeuren?). Sinds het jaar van oprichting publiceert Chto Delat (inmiddels zonder vraagteken in de titel) een krant met als inhoud de meest nijpende onderwerpen uit Russische cultuurpolitiek in dialoog met het internationaal discour. De kranten worden doorgaans gepubliceerd als onderdeel van een project of conferentie. In 2009 was de expositie Plug In #51 (Activist Club) in het Van Abbemuseum de aanleiding. Deze editie was de eerste oplage volledig in kleurendruk.

### NO WAR
Met haar activisme en Russische achtergrond kon zij op 28 februari 2022 niet ontbreken op de Dam in Amsterdam. Ook hier gebruikte zij kleding, een witte jurk, als medium om haar stem kracht bij te zetten. Met haar NO WAR / Peaceful dress nam zij deel aan het protest tegen de oorlog in Oekraïne.

## Beurzen en mentorschap
Het werk van de kunstenares wordt in allerlei steden in Rusland en Europa tentoongesteld. Zij ontving doorheen de jaren diverse prijzen en beurzen waaronder in 2014 een beurs van het Joseph Brodsky Fellowship Fund in Rome. Met de beurs kon zij drie maanden in Rome en Venetië verblijven. Tijdens de 56e Biennale Arte in Venetie in 2015 was haar werk Clothes for Demonstration Against False Election of Vladimir Putin onderdeel van het hoofdproject All the World’s Futures van curator Okwui Enwezor. In Nederland is haar werk onder andere onderdeel van de collectie in het Van Abbemuseum in Eindhoven en het Centraal Museum in Utrecht en is zij onderdeel van groepsexposities in diverse tentoonstellingsinstellingen als bijvoorbeeld NEST in Den Haag. Daarnaast geeft zij regelmatig artist talks in binnen- en buitenland. Zij wordt in Nederland vertegenwoordigd door Akinci Gallery. Naast de vele presentaties als kunstenaar werkt Gluklya tevens als tutor bij Koninklijke Academie van Beeldende Kunsten en bij kunstacademie ArtEZ.